# B&O-Klasse LE-1
Die Lokomotiven der LE-1-Klasse waren Elektrolokomotiven der Baltimore and Ohio Railroad (B&O), die im Howard-Street-Tunnel in Baltimore eingesetzt wurden. Sie zählen zu den ersten elektrischen Vollbahnlokomotiven der Welt.

## Geschichte
Die drei Lokomotiven der Klasse LE-1 wurden 1896 beschafft, um den Zügen im Howard-Street-Tunnel Vorspann zu leisten. Dadurch sollte vermieden werden, dass der Tunnel von den arbeitenden Dampflokomotiven verraucht wird. Sie gehörten zu den schwersten Lokomotiven ihrer Zeit.
Die Lokomotiven übertrafen die Erwartungen und konnten auf der Steigung von 8 bis 10 ‰ einen 1900-t-Güterzug auf 12 mph (19 km/h) beschleunigen. Anfänglich benutzten die Lokomotiven pantografartige Schleifer für die Stromabnahme von einer Deckenstromschiene. Das System bewährte sich nicht und wurde 1902 durch ein System mit seitlichen Stromschienen ersetzt.
Die LE-1 wurden 1903 ausrangiert und abgebrochen bis auf die Nummer 2. Diese Lokomotive war bis 1927 erhalten und wurde an der Ausstellung Fair of the Iron Horse zum 100-jährigen Bestehen der Baltimore and Ohio Railroad gezeigt, wobei sie mit der Nummer 1 als älteste Elektrolokomotive der B&O dargestellt wurde. Sie überlebte aber offensichtlich nicht die Zeit der Great Depression.

## Technik
Die Lokomotiven erreichten die folgenden Geschwindigkeiten:
| Zugsgewicht | Geschwindigkeit  |
| ----------- | ---------------- |
| 2300 t      | 10 mph (16 km/h) |
| 1800 t      | 12 mph (19 km/h) |
| 500 t       | 35 mph (56 km/h) |

Die beiden kurzgekuppelten Hälften der Lokomotiven hatten je zwei Achsen, die von einem Achsmotor angetrieben wurden. Diese waren sechspolig ausgeführt und gefedert im Fahrgestell gelagert. Sie umfassten die Achswelle der Radsatzes und hatten einen fest im Stator gelagerten Anker, der über eine Hohlwelle die Kraft auf den Radsatz übertrug und somit gegenüber dem Radsatz abgefedert war.
Bei Anfahrt waren je zwei Motoren in Reihe geschaltet. Sie konnten bei einer Klemmenspannung von 300 V eine Leistung von 180 hp (130 kW) abgeben, sodass die gesamte Lokomotive eine Leistung von 720 hp (540 kW) hatte. Bei Parallelschaltung aller Fahrmotoren hatte die Lokomotive eine Leistung von 1080 kW.

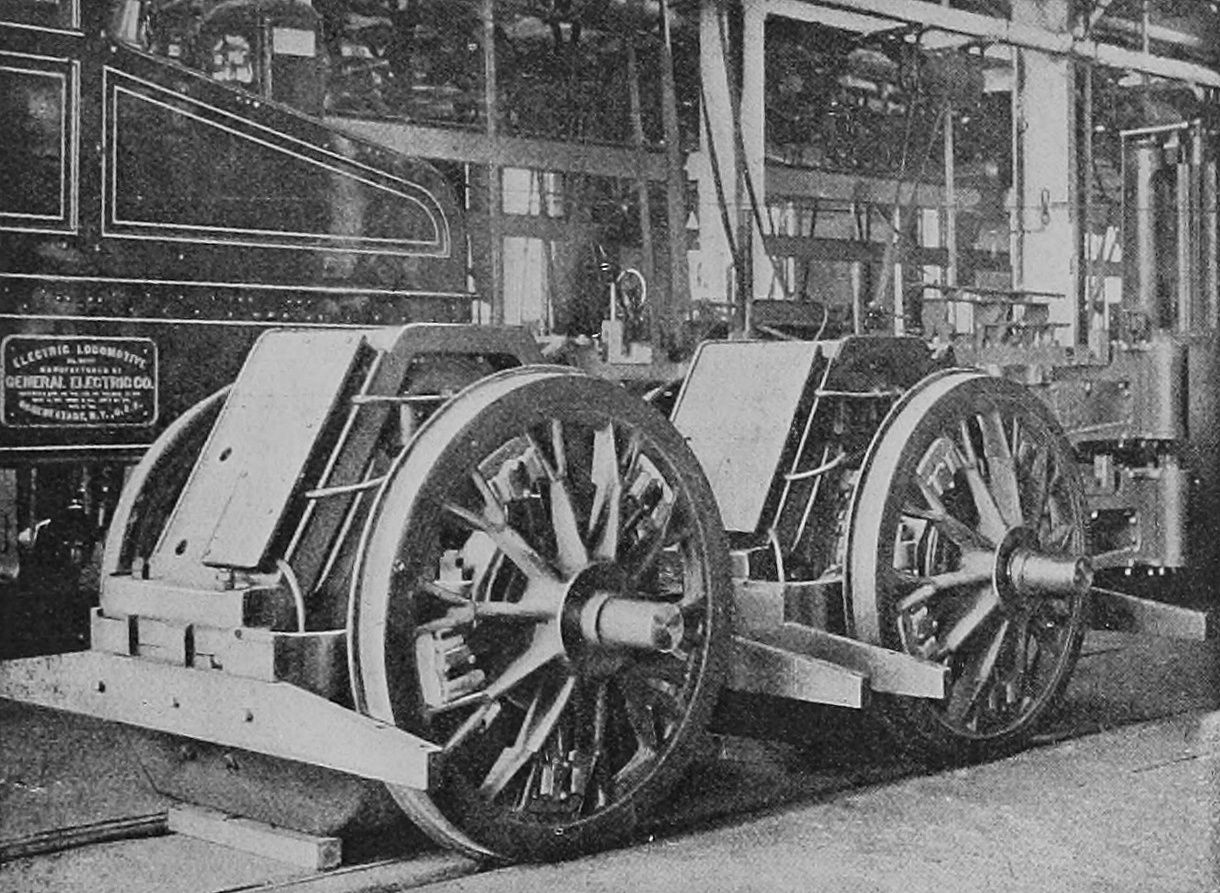
Fahrgestell einer Hälfte der LE-1-Lokomotiven
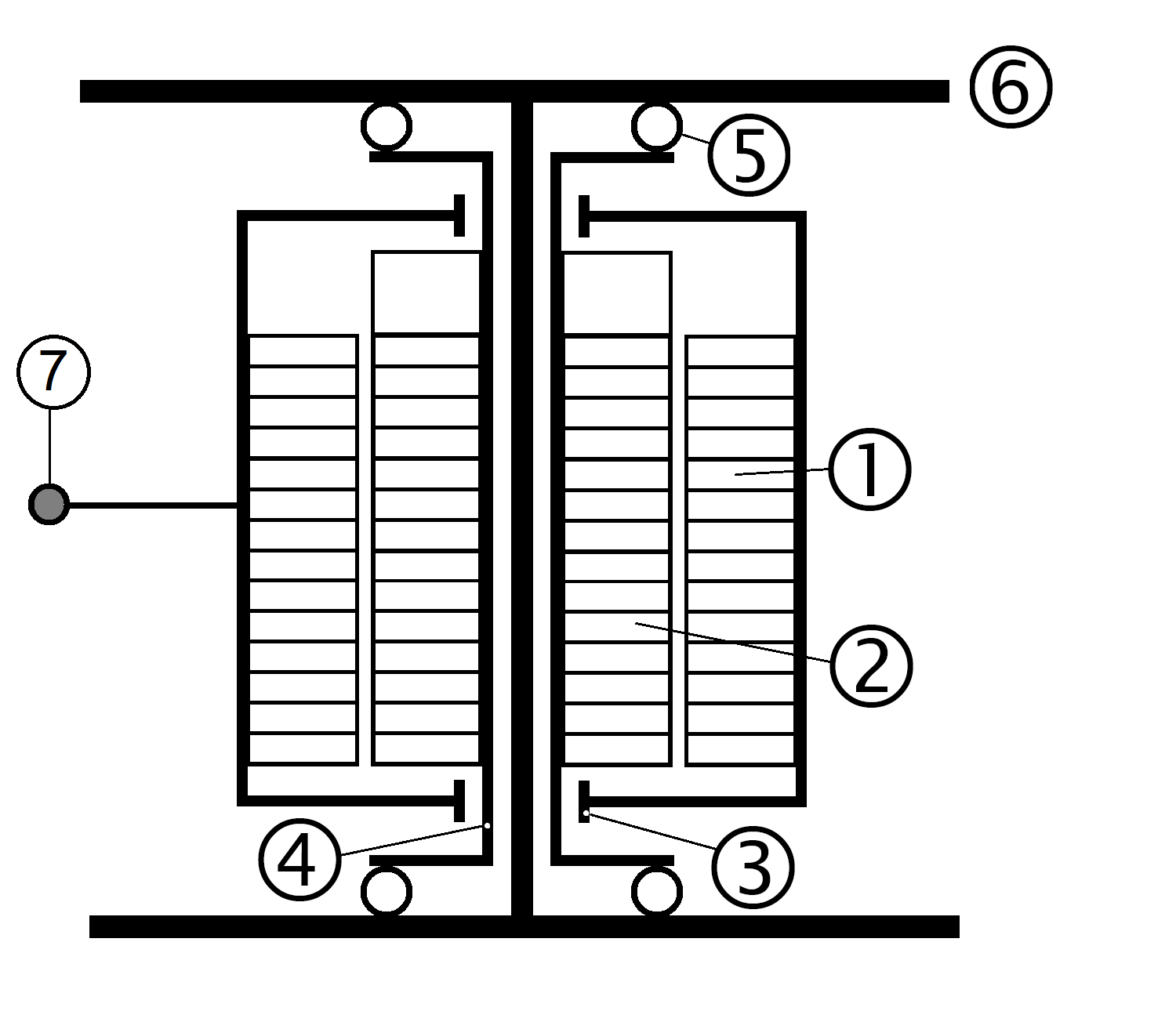
Achsmotorantrieb der LE-1 1) Ständer des Fahrmotors 2) Läufer des Fahrmotors auf Hohlwelle 3) Lagerung des Fahrmotors (Gehäuse) auf der Hohlwelle im 4) Hohlwelle 5) Elastisches Element zur Lagerung und Drehverbindung der Hohlwelle am bzw. mit dem Radsatz 6) Radsatz
7) Drehmomentstütze